# Haus Am Markt 9
Das Haus Am Markt 9 (früher Zum Jonas und Haus Kaune, heute Beck’s Bistro) im Stadtteil Bremen-Mitte am Bremer Marktplatz, stammt aus dem 17. bzw. 20. Jahrhundert.
Das Gebäude wird aktuell (2023) hauptsächlich als Restaurant und Tagungslokal Beck’s Bistro genutzt.
Das Gebäude steht seit 1973 unter Bremischem Denkmalschutz.

## Geschichte

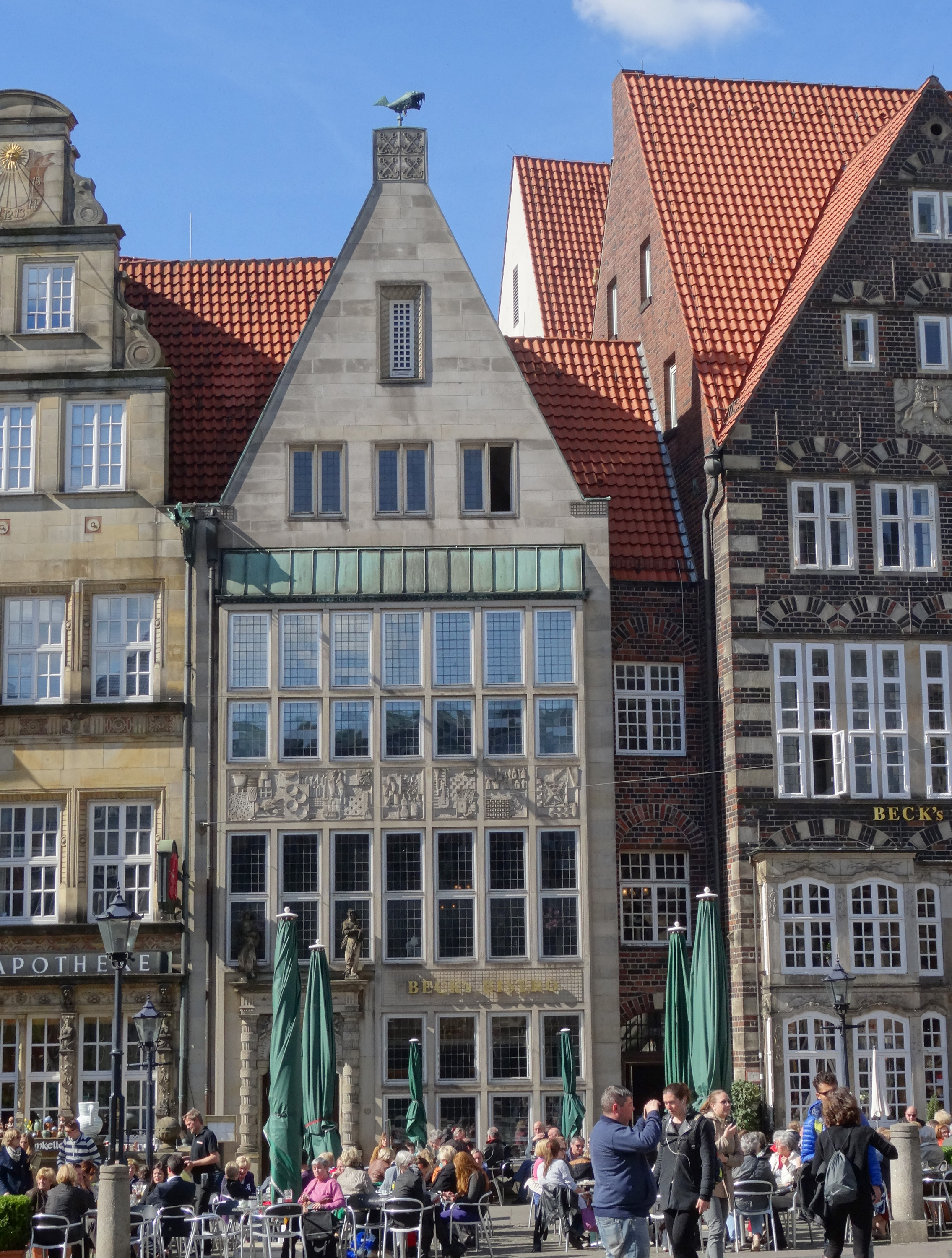
Nr. 9 und Nachbarhäuser

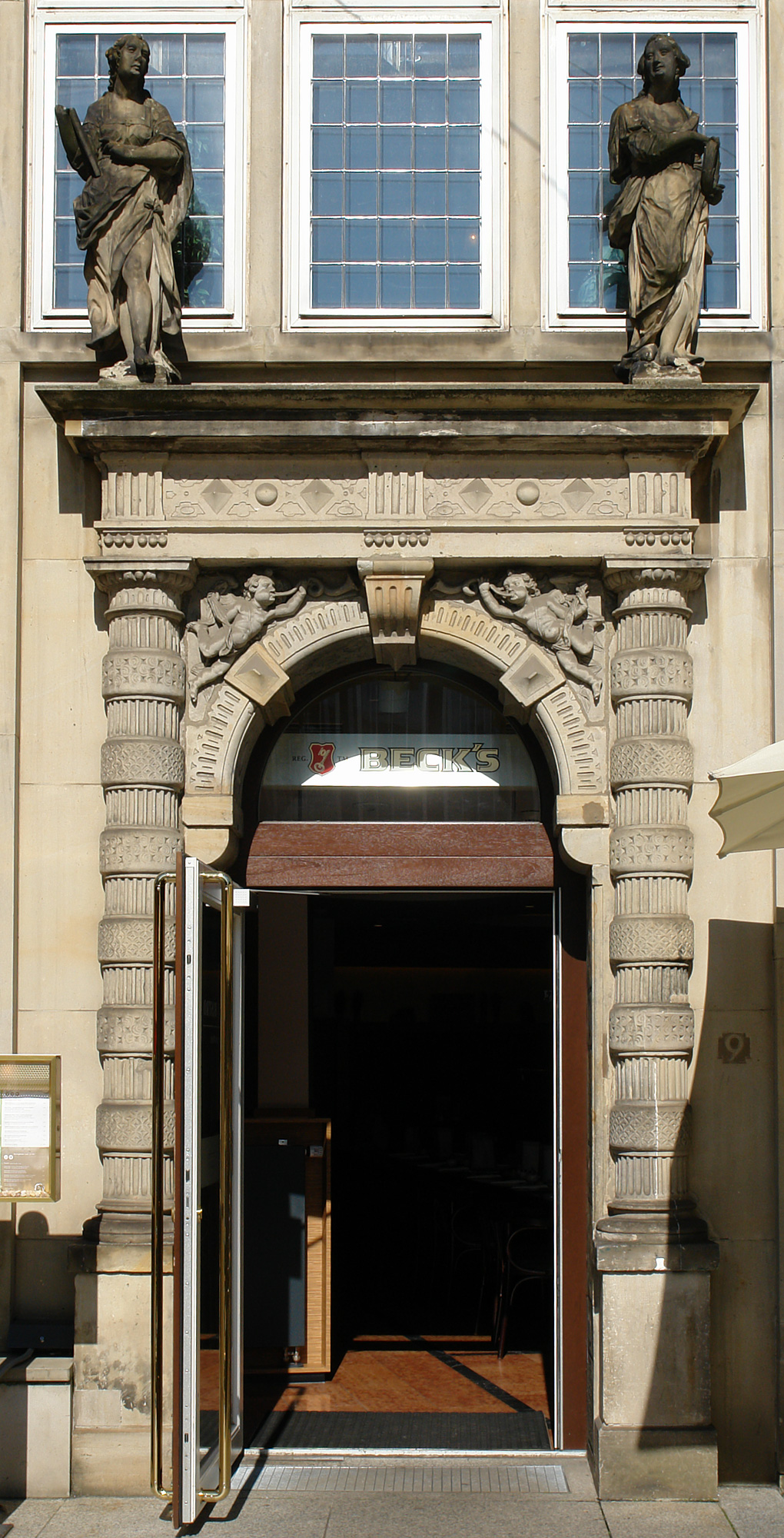
Portal

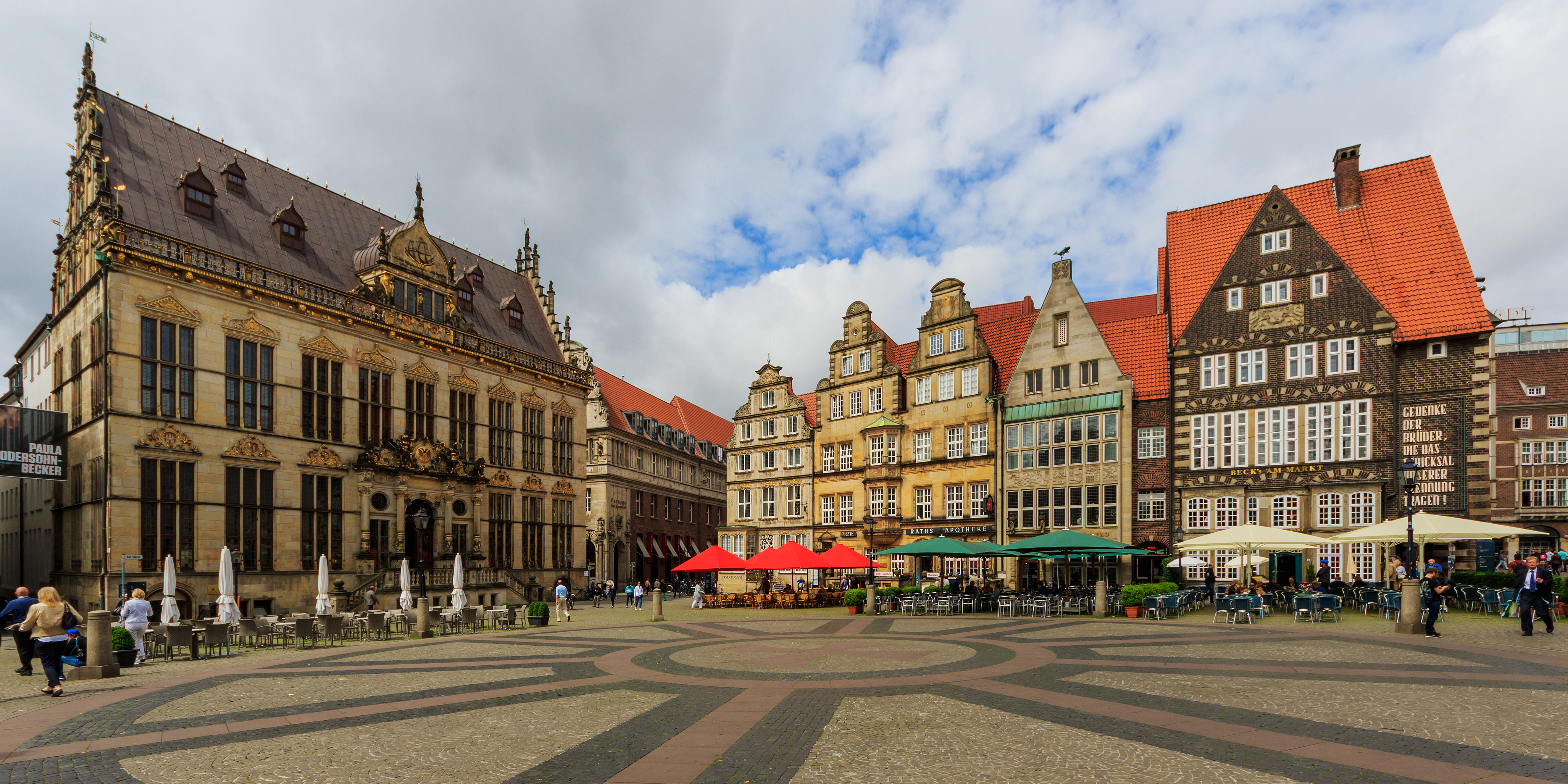
Markt: Nordwestseiten

Das dreigeschossige schlichte Giebelhaus wurde um 1600 im Renaissancestil errichtet. Das sogenannte Kaune-Haus (nach Kaufmanne C.H.F. Kaune) diente später als Consumptionshaus. Die Consumptionsabgabe als Steuer auf Nahrungs- und Verbrauchsgüter wurde in Bremen 1665 eingeführt, um Mittel zur Verteidigung der Stadt zu gewinnen. Ratsherren, Älterleute und angesehene Bürger waren in einer besonderen Deputation vertreten. Die Consumptionskammer war zunächst im Rathaus, bis die Stadt das Bürgerhaus Am Markt 9 erwarb, und die Kammer 1819 ins Neue Stadthaus verlegt wurde. Das danach privatisierte Haus wurde 1886 in den Obergeschossen umgebaut. Es wurde im Zweiten Weltkrieg zerstört und die mit Notdach gesicherte Ruine 1962 abgebrochen; das rundbogige Renaissanceportal des Hauses mit verziertem Balken und darüber zwei weiblichen Plastiken (Musen) blieb an alter Stelle erhalten.
Das heutige dreigeschossige Gebäude mit steilen Satteldächern wurde nach Plänen von Bernhard Wessel (Bremen) 1963 für die Haake-Beck-Brauerei gebaut. Die Fassade erhielt grauen Obernkirchener Sandstein, also anders als der gelbe schlesische Sandstein der benachbarten Raths-Apotheke. Einige Räume des Restaurants erhielten Namen wie Kapitäns-, Raths- und Marktstube.
Der Bildhauer Paul Halbhuber (Bremen) gestaltete 1963 den Relieffries mit gastronomischen Motiven (Speisen, Getränke, Geselligkeit, Musik, Kartenspiel sowie Zeitungslesen).
Die Bronzeplastik Der Trinker an der Eingangstür zum Raths-Keller stammt auch von Halbhuber.
Der drehende Wetterfisch Jonas über vier vergoldeten quadratischen Platten mit Ankermotiv auf dem Giebel wurde von der Goldschmiedin Erika Albrecht (Bremen) nach einem Entwurf von Hallhuber gefertigt. Das Lokal wurde dann auch Zum Jonas genannt. Der alttestamentarische Schriftprophet Jona im Zwölfprophetenbuch (Buch Jona) soll, da er Gott gegenüber ungehorsam war, auf der Schifffahrt nach Tarsis von einem „großen Fisch“ verschlungen worden sein und „drei Tage und drei Nächte im Bauch des Fisches“ gewesen sein, der den reuigen Sünder auf Befehl des HERRN wieder ausspie und somit rettete. Ein so großes Seeungeheuer, so deutete man viel später die Sage, konnte wohl nur ein (in Wirklichkeit friedlicher) Wal sein, als Symbol für die Gefahren auf hoher See.
Neben dem Gebäude stehen rechts das Deutsche Haus von 1951 sowie links die viergeschossige Raths-Apotheke von 1958.
Das Landesamt für Denkmalpflege Bremen befand: „… Der Entwurf Wessels versuchte mit den Mitteln der Zeit in der Qualität der Gestaltung und des Materials der Würde des Marktplatzes zu entsprechen.“